# Peter Wels

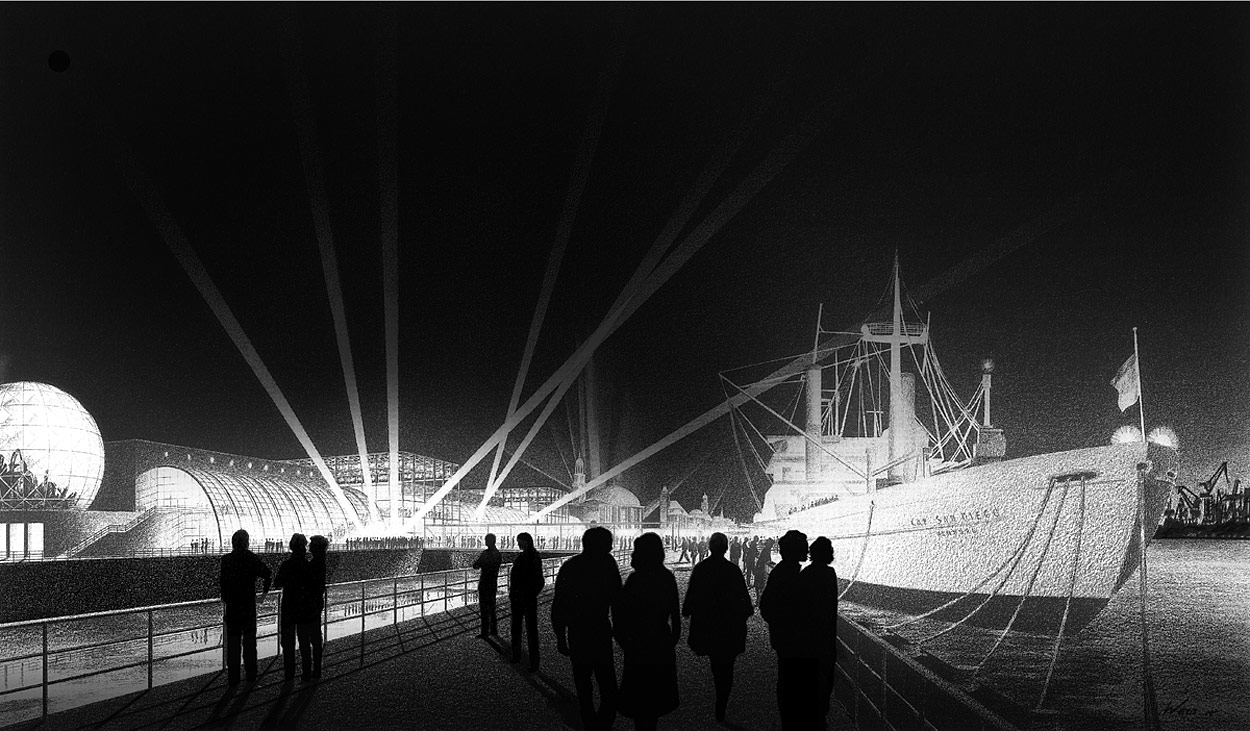
Bleistiftzeichnung

Peter Wels (* 19. März 1946 in Neuwied) ist ein deutscher Zeichner.

## Leben und Wirken
Wels wuchs in Aachen auf und studierte von 1964 bis 1968 unter anderem bei Fritz G. Winter und Ellen Birkelbach an der WKS Krefeld (ab 1971 Peter Behrens School of Arts Hochschule Düsseldorf) Architektur. Anschließend arbeitete er bis 1981 in Hamburg als Architekt. Seit 1982 ist er freischaffender Architekturzeichner und gründete ein eigenes Atelier. In seinem Schaffen findet man Einflüsse von Giovanni Battista Piranesi und Hugh Ferriss. Seine Arbeitsmaterialien sind der Wachsbleistift und das Aquarellpapier, später kam im Laufe der Digitalisierung der Computer als zusätzliches Arbeitsinstrument hinzu.
Wels arbeitet international für verschiedene renommierte Architekturbüros. Eine Auswahl beispielhafter Projekte (meistens Architekturwettbewerbe), zu denen er mit seinen Illustrationen beitrug sind:
- 1990 Städtebaulicher Ideenwettbewerb Hamburger Kehrwiederspitze (Architekten: Kleffel – Köhnholdt – Gundermann)
- 1992 Neue Messe Leipzig (Architekten: GMP von Gerkan – Marg und Partner)
- 1997 Bahnhof Stuttgart 21 (Architekten: Ingenhoven – Overdiek – Kahlen und Partner)
- 2002 Europäische Investitionsbank Luxemburg (Architekten: Ingenhoven Associates)
- 2002 Neugestaltung Hamburger Jungfernstieg (Architekten: WES Landschaftsarchitekten)
- 2004 Nishi Umeda Osaka (Architekten: Ingenhoven Architects)
- 2007 University College Dublin (Architekten: Ingenhoven Architects)
- 2008 International Criminal Court, The Hague (Architekten: Ingenhoven Architects)

1991 erhielt Wels den Preis der American Society of Architectural Perspectivists.

## Ausstellungen (Auswahl)
- 1993 Peter Wels Zeichnungen, Hamburg Dovenhof
- 1999 Peter Wels Ingenhoven Overdiek, Overbeck-Gesellschaft Lübeck
- 2001 Ingenhoven Overdiek und Partner Central Park Berlin, Aedes Berlin
- 2014 Atelierausstellung mit dem Maler Jan Köhnholdt, Berlin
- 2017 Peter Wels, Kohle auf Leinwand, SALON urban Galerie Holthoff-Mocross, Hamburg
- 2018 Teilnahme Ausstellung 100 Jahre Overbeck-Gesellschaft in Lübeck
- 2019 Peter Wels originale Zeichnungen, Forum StadtLandKunst in Hamburg
- 2019 Gruppenausstellung – Kooperation Galerie Holthoff-Mokross mit Taylor&Wessing (Hamburg)
- 2021 Peter Wels Zeichnungen, Felix Jud Kunsthandel, (Hamburg)[1]
- 2022 paper positions. Berlin[2]
- 2022 ART – Karlsruhe[3]
- 2023 ART – Karlsruhe
- 2024 Ausstellung November 25, 2023 – März 20, 2024. Galleria Sacchetti, Ascona (Schweiz).
- 2025 ART – Karlsruhe
- 2025 LICHTGEFLUTET . Peter Wels – Natur- und Architekturzeichnungen. Felix Jud, Hamburg 31 Juli 2025 – 4 Okt. 2025

## Schriften (Auswahl)
- Peter Wels zeichnet Kleffel Köhnholdt Gundermann, 1992
- Peter Wels: Architekturzeichnungen. Junius Verlag, 1993, ISBN 3-88506222-4.
- Peter Wels zeichnet Ingenhoven Overdiek, Overbeck-Gesellschaft, Lübeck 1999[4]

## Belege
1. ↑  Natur gezeichnet/
2. ↑  paper positions
3. ↑  Felix Judart
4. ↑   https://www.ingenhovenarchitects.com/buero/publikationen/peters-wels-de-de/

| Personendaten    | Personendaten                               |
| ---------------- | ------------------------------------------- |
| NAME             | Wels, Peter                                 |
| KURZBESCHREIBUNG | deutscher Architekt und Architekturzeichner |
| GEBURTSDATUM     | 19. März 1946                               |
| GEBURTSORT       | Neuwied                                     |